# 嘎雅杜亿
嘎雅杜亿，又译格拉杜里，是缅甸德林达依省博宾县博宾镇区下辖的一个镇，曾被列入缅甸限制外国游客进入地区名录。